# Fažana
Fažana (tal. Fasana) je općina u jugozapadnoj Istri u Hrvatskoj. Nalazi se u Istarskoj županiji.

## Općinska naselja
U sastavu općine su 2 naselja: Fažana i Valbandon. 

## Zemljopis
Općina Fažana je smještena na jugozapadnoj obali Istarskog poluotoka, okrenuta prema moru i predivnom otočju Brijunskog arhipelaga. Od Pule – najvećeg grada u Istri, gospodarskog i kulturnog središta - udaljena je svega osam kilometara. Nadomak, dakle, pulskim antičkim spomenicima, Fažana i Valbandon – čineći cjelinu Općine – nalaze se na području starorimskih ladanjsko-gospodarskih vila, u krajoliku mediteranskog raslinja. Vinova loza, maslina, smokve i ino voće spuštaju se do same obale, prizivajuć znatiželju putnika.
Uređenost Općine kao i blizinu Puli prepoznali su mladi pa tako Općina bilježi konstantni porast stanovništva. Općina Fažana je vrlo dobro prometno povezana kako obalnim putevima koji spajaju Pulu i Peroj, tako i prema unutrašnjosti prema Vodnjanu i Galižani. Fažana je mjesto od kuda kreću svi komercijalni pravci prema otočju Brijuni, popularni Nacionalni Park.

## Stanovništvo
Po popisu stanovništva iz 2011. godine, općina Fažana imala je 3635 stanovnika, raspoređenih u dva naselja – Fažani i Valbandonu, i to:
- Fažana - 2.009
- Valbandon - 1.626

| broj stanovnika | 413   | 508   | 525   | 637   | 994   | 1452  | 1410  | 1408  | 799   | 765   | 1271  | 1538  | 1879  | 2716  | 3050  | 3635  | 3463  |
|                 | 1857. | 1869. | 1880. | 1890. | 1900. | 1910. | 1921. | 1931. | 1948. | 1953. | 1961. | 1971. | 1981. | 1991. | 2001. | 2011. | 2021. |

| broj stanovnika | 413   | 508   | 525   | 637   | 994   | 1452  | 1410  | 1408  | 799   | 765   | 1271  | 1538  | 1879  | 2716  | 3050  | 2009  | 1788  |
|                 | 1857. | 1869. | 1880. | 1890. | 1900. | 1910. | 1921. | 1931. | 1948. | 1953. | 1961. | 1971. | 1981. | 1991. | 2001. | 2011. | 2021. |

## Uprava
UPRAVNI ODJEL OPĆINE FAŽANA:
- Načelnik Općine Fažana - Radomir Korać
- Donačelnica Općine Fažana - Ada Damjanac
- Pročelnik Jedinstvenog upravnog odjela - Ivan Orović dipl.iur.
- Pomoćnik Pročelnika - Nataša Milohanović dipl.oecc.
- Stručni suradnik za financijske poslove .- Majda Turnšek Dobre, ecc.
- Stručni suradnik za financijske poslove - Vera Belušić, ecc.
- Stručni suradnik za prostorno planiranje, komunalni sustav i izgradnju - Mirjana Stehlik, ing. građ.
- Stručni suradnik za prostorno planiranje, komunalni sustav i izgradnju - Mirko Gortan, ing. građ.
- Administrativni referent - Snježana Nikolić, bacc.admin.publ.
- Spremačica - Alija Nanić

OPĆINSKO VIJEĆE:
- Aleksej Mišan, Dragana Belas, Nicoletta Balija, Igor Škatar, Ružica Trkulja, Liliana Vranjican, Marinko Gazić, Timotej Pejin, Sandra Piljan Lorencin, Nikša Ristić, Jagoda Devescovi, Mario Predan, Mira Šariri-Busletta

PREDSJEDNIK OPĆINSKOG VIJEĆA:
- Aleksej Mišan

POTPREDSJEDNIK OPĆINSKOG VIJEĆA:
- Marinko Gazić

POTPREDSJEDNIK OPĆINSKOG VIJEĆA:
- Igor Škatar

## Poznate osobe
- Paul Kupelwieser, "stari Austrijanac" čijim dolaskom počinje novija povijest Briona, prvi put je krenuo prema Otočju 1893. godine iz Fažane.

- Mate Parlov, prvak Europe i svijeta te olimpijski pobjednik u boksu. Rođen u Splitu, no dugo vremena je nakon završetka boksačke karijere živio u Fažani.

- Antonio Smareglia (1854. – 1929.), skladatelj opere Oceana čijom je praizvedbom 1903. u Milanu ravnao slavni Toscanini. U Fažani više nema vile "Oceana" u kojoj je s obitelji Antonio Smareglia provodio odmor. Nekoć vila "Oceana" gledala na more između fažanske lučice i borika Pinete.

Fažanske rive pamte mnoge državnike i političare, te poznate osobe iz umjetničkog i sportskog života, gospodarstva i znanosti, mode, jet seta... Tako su kroz Fažanu prolazili: car Franjo Josip Prvi, James Joyce, Thomas Mann, Douglas Fairbanks, Gulielmo Marconi, Josip Broz Tito, Nehru, Naser, Indira Ghandi, Ho-Ši-Min, Henry Kissinger, Kraljica Elizabeta II, Sophia Loren, Elizabeth Taylor, Richard Burton, Mario del Monaco, Naomi Campbell, Placido Domingo...

## Spomenici i znamenitosti
BATANA, SARDELA I OSTALE ZNAMENITOSTI
Batana je barka osebujan izgleda, jedan od simbola istarskog  i dalmatinskog ribarstva. Batana je staro plovilo, najčešće  dužine od 4 do 5,5 m. Osnovna karakteristika ove barke i barčice: mali gaz, ravno dno i koso nagnute oplate. Batana ima  ravnu nagnutu pramčanu staturu, nema kobilice. Nekad je  imala trokutasto jedro, a jarbol je prolazio kroz klupu. Karakteristična su bila oslikana  jedra, a svaka obitelj je imala  na vrhu ucrtan znak po kojem su ljudi s obale prepoznavali čija  se batana s mora vraća kući.
Mnogi današnji ribari posjeduju ovaj tip barke a ljeti odmjeravaju znanja i vještine natjecanjem u plovidbi batanama.
Sardela (srdela, srdjela; clupea pilchardus) je plava riba Mediterana i Atlantika, a Fažana je bila svojevremeno mjesto poznato po tvornici prerade i konzerviranja (sardine) sardela. Djelatnost se razvila  dvadesetih godina prošlog stoljeća. Tvornica je 1952. godine preseljena u Banjole. Ipak, Fažanci  nisu zaboravili vrijednosti te ribe, te su poznati po pripremi  sardele na sto načina, a osobito je rado pripremaju na  tradicionalnoj "Fešti od sardela" što se održava u mjesecu kolovozu.
Crkva svetog Kuzme i Damjana je ujedno i župna crkva i nalazi se na najnižoj nadmorskoj  razini u Istri – samo jedan metar. Jednobrodna kamena građevina (24x8x8) smještena je u središtu naselja uz samu morsku obalu. Unutar crkve nalazi se pet oltara. Gospe od krunice, Sv. Kuzme i Damjana, Sv. Andrije i Margarete, Kristova uskrsnuća i Svetoga Križa.  Pale na oltarima su oslikali mletački majstori na prijelazu iz XVI. u XVII. stoljeće. Na ulazu u crkvu s unutrašnje strane, oslonjeno na gotički portal nalazi se pjevalište s orguljama iz 1858. godine, poduprto s dva monolitna kamena stupa 1881.
Nekadašnja romanička crkva danas je preuređena u sakristiju a na njenom se istočnom zidu nalazi velika freska "Raspeti Krist" u društvu fažanskih zaštitnika i drugih svetaca. Izradili su je nepoznati furlanski majstori u XVI. stoljeću. Oltari su u međuvremenu nestali ali zato neoslikane praznine upućuju na zaključak kako je pod tog prostora bio niži barem jedan metar ispod razine ondašnje glavne crkve, a to znači na samoj razini mora.Isto vrijedi i za krov.
Gotovo čitava ugostiteljska ponuda, ovdje u Fažani i Valbandonu, nudi sardelu. Cestom sardela, kojom se s lakoćom prolazi pješice, više od stotinu načina pripreme u restaurantima i konobama zadovoljit će svakog gosta. Mogućnost degustacije, uz objašnjenja o pripremi ribe, dio je turističke ponude i mjesnih tradicija, dok cjelogodišnji programi upućuju na posebne sadržaje.

## Obrazovanje
U Fažani se nalazi Osnovna škola Fažana. Školske godine 2011./2012. pohađa je 278 učenika.
Učenici koji pohađaju školu dolaze s područja mjesta Fažana, Valbandon, Šurida i Peroj.

## Kultura
Općina Fažana pobratimljena je s Općinama Kumrovec (HRV), Pellizzano (ITA) i Ruše (SLO) kontinuirano njegujući zajedničke vrijednosti, te surađujući kako na kulturnom i društvenom, tako i na gospodarskom planu.

## Šport
- Nogometni klub Mladost

## Fotografije
- Centar
- Centar
- Pogled na Veliki Brijun
- Fažana

## Vanjske poveznice
- Službene stranice